# From Tokyo to Naiagara
From Tokyo to Naiagara este cel de-al patrulea album de studio al cântăreții și producătoarei japoneze Tujiko Noriko, lansat în 2003 cu ajutorul casei de discuri Tomlab Records.

## Lista pieselor
Toate piesele scrise de către Tujiko Noriko. 
| 1. | „Narita Made”   | 5:06 |
| 2. | „Zipper”        | 6:57 |
| 3. | „Rocket Hanabi” | 7:11 |
| 4. | „Mugen Kyūkuo”  | 6:06 |
| 5. | „Kiminotameni”  | 5:18 |
| 6. | „Tokyo”         | 5:12 |
| 7. | „Tokyo Tower”   | 4:32 |
| 8. | „Robot Hero”    | 8:28 |

Se poate găsi cântecul întitulat „Tokyo” și pe albumul Shojo Toshi dar aceasta este o altă compoziție.